# Beethovenstraat
Beethovenstraat este o stradă din districtul Amsterdam-Zuid. Strada a fost numită în 1925 după compozitorul german Ludwig van Beethoven (1770-1827).
Ea este cunoscută ca o stradă comercială importantă a orașului, unde se află multe magazine de modă de lux. Strada începe în prelungirea Johan M. Coenenstraat din dreptul podului Timo Smeehuijzenbrug de peste Noorder Amstelkanaal.
Beethovenstraat traversează străzile Apollolaan, Gerrit van der Veenstraat, Stadionweg și canalul Zuider Amstelkanaal. Inițial ea se încheia în Stadionkade care se întinde de-a lungul acestui canal.
În 1940 a fost dat în folosință podul 417 peste Zuider Amstelkanaal și în anii 1950 strada a fost prelungită înspre sud către Zuidelijke Wandelweg. Astăzi ea se încheie la intersecția cu De Boelelaan, fiind prelungită de Van Leijenberghlaan.
Începând din 1929 circulă pe această stradă tramvaiele de pe linia 24 pe porțiunea cuprinsă între J. M. Coenenstraat și Stadionweg. Din 1978 circulă și tramvaiele de pe linia 5 între Stadionweg și Strawinskylaan.
Actrița neerlandeză Fien de la Mar a fost una dintre personalitățile care au locuit pe această stradă.